# Cupa României Faza regională 2025
În prima fază a competiției, cele 42 de câștigătoare ale fazelor județene din Sezonul 2024-2025, au fost împărțite în 14 grupe regionale de câte 3 echipe. Tragerea la sorți pentru aceasta fază a avut loc pe 25 iunie 2025.
Câștigătoarele grupelor vor juca finala regiunii, iar echipa învingătoare a primit trofeul Cupei României pentru regiunea respectivă se va califica în următoarea fază.

## Calendar
| Rundă     | Data primului meci |
| --------- | ------------------ |
| Etapa I   | 9 iulie 2025       |
| Etapa II  | 12 iulie 2025      |
| Etapa III | 16 iulie 2025      |
| Finale    | 19 iulie 2025      |

## Rezultate
Regiunea 1 (finala găzduită de câștigătoarea Grupei 1)
Grupa 1: CS Flacăra Muntenii de Sus (VS) – CS Speranța Răucești (NT) 0-3
CS Bârsănești (BC) nu a jucat.
Grupa 2: CSM Pașcani (IS) – FC Nord Păltiniș (BT) 7-0
Cetatea Suceava (SV) nu a jucat.
Regiunea 2 (finala găzduită de câștigătoarea Grupei 1)
Grupa 1: AFC Unirea Tășnad (SM) – CS Progresul Șomcuta Mare (MM) 7-0
Sticla Arieșul Turda (CJ) nu a jucat.
Grupa 2: Club Atletic Oradea (BH) – CS Viitorul Livezile (BN) 2-3
CS Inter Cizer (SJ) nu a jucat.
Regiunea 3 (finala găzduită de câștigătoarea Grupei 2)
Grupa 1: ACS Unirea Cristuru Secuiesc (HR) – CS AS Prima Brăduț (CV) 1-2
AFC ASA Tg. Mureș (Mureș) nu a jucat.
Grupa 2: CS Ocna Mureș (AB) – CSM Săcele (BV) 0-1
Inter Stars Sibiu (SB) nu a jucat.
Regiunea 4 (finala găzduită de câștigătoarea Grupei 1)
Grupa 1: CS Unirea Sântana (AR) – CS Sânandrei Timiș (TM) 1-2
CFR Turnu Severin (MH) nu a jucat.
Grupa 2: CSM Târgu-Jiu (GJ) – AFC Nera Bogodinț (CS) 4-1
CS Gloria al Orașului Geoagiu (HD) nu a jucat.
Regiunea 5 (finala găzduită de câștigătoarea Grupei 2)
Grupa 1: ACS Academica Balș (OT) – ACS Zimbrii Lerești (AG) 1-1
CSL Nanov (TR) nu a jucat.
Grupa 2: ACS Voința 2024 Crevedia (DB) – AS FC Păușești-Otăsău (VL) 2-3
ACS RFG Melinești (DJ) nu a jucat.
Regiunea 6 (finala găzduită de câștigătoarea Grupei 2)
Grupa 1: CSO Teleajenul Vălenii de Munte (PH) – ASC Daco-Getica București (B) 5-4
FC Urziceni (IL) nu a jucat.
Grupa 2: ACS Axi Adunații Copăceni (GR) – Dunărea Ciocănești (CL) 3-0
Progresul Mogoșoaia (IF) nu a jucat.
Regiunea 7 (finala găzduită de câștigătoarea Grupei 1)
Grupa 1: CSL Victoria Gugești (VN) – CS Victoria Cumpăna (CT) 2-2
Petrolul Berca (BZ) nu a jucat.
Grupa 2: ACS Covurluiul 2021 Târgu Bujor (GL) – ACS Progresul Isaccea (TL) 3-1
CS Victoria Traian (BR) nu a jucat.